# Francesco Segala
Francesco Segala (Segalla ou Segalino) est un sculpteur italien né à Padoue en 1535, mort dans la même ville le 14 mai 1592.

## Œuvres attribuées
- Buste de Girolamo Michiel, à la Basilique Saint-Antoine de Padoue (1559),
- Statue de Giuseppe Pino, à l'église San Massimo de Padoue (après 1560),
- Sainte Catherine, en bronze, dans la basilique Saint-Antoine de Padoue, Museo Antoniano (1564),
- Saint Jean-Baptiste au-dessus du couvercle des fonts baptismaux de la basilique Saint-Marc (1565),
- Monument funéraire de Francesco Robortello, dans le cloître de la basilique Saint-Antoine de Padoue (1567),
- Chevalier de Santiago, au National Gallery of Art (vers 1570-1580)[4]
- Vierge avec l'Enfant Jésus
- Saint Jean évangéliste, à l'église Santa Giustina de Padoue
- Madeleine pénitente, à l'église Santa Giustina de Padoue
- Sainte Justine, à l'église Santa Giustina de Padoue
- Saint Pierre, à l'église Santa Giustina de Padoue
- Saint Paul, à l'église Santa Giustina de Padoue
- Saint Laurent, à l'église Santa Giustina de Padoue (1564-1565)
- L'Architecture, au palais ducal de Mantoue (1579)
- L'Abondance, au palais ducal de Mantoue (1579)
- Victoire, au palais ducal de Mantoue (1579)
- Monument funéraire de Tiberio Deciani, dans la basilique Santa Maria del Carmine (en) (1582),
- Monument funéraire de Sperone Speroni, avec Girolamo Campagna, dans la Basilique Cathédrale Santa Maria Assunta de Padoue (1588).